# Dionysius bar Salibi
Dionysios (Yaqob) Bar Salibi (* in Melitene; † 2. November 1171) war ein syrisch-orthodoxer Theologe und Bischof.

## Leben und Wirken
Er war zunächst Rhetor und Diakon in Melitene. Bei seiner Bischofsweihe im Jahre 1148 nahm den Namen Dionysios an. Er war Bischof von Maras und später dazu noch von Mabbug. 1155 bis 1156 wurde er von Armeniern in Maras gefangen gehalten. 1166 wurde er Metropolit von Amida.
Er war ein sehr produktiver theologischer Schriftsteller, dessen umfangreichen Werke noch nicht alle ediert sind. Er gilt als der bedeutendste Autor der syrischen Renaissance-Literatur. Er schrieb Kommentare zum gesamten Alten und zum Neuen Testament. Außerdem verfasste er Werke zu Gregor von Nazianz, Gregor von Nyssa, Porphyrios und Aristoteles sowie Schriften über den Glauben der Syrischen Kirche, eine Chronik und vieles mehr. Das Buch über Theologie, das bisher als verloren galt, wurde in neuester Zeit von Gabriel Rabo wieder aufgefunden. Auch trat er durch Traktate gegen den Islam, gegen die Juden und die Nestorianer sowie Chalkedonenser hervor.